# Elmelundemesteren - en folkelig fortæller
Elmelundemesteren - en folkelig fortæller er en dansk dokumentarfilm fra 1976, der er instrueret af Ebbe Larsen efter manuskript af Ebbe Larsen. Filmen handler om kalkmaleren, der går under navnet Elmelundemesteren.

## Handling
I en tid, hvor Leonardo da Vinci og Michelangelo repræsenterede en europæisk civilisations opblomstring, og hvor det danske bondesamfund befandt sig i udkanten af denne, illustreredes danske kirker med religiøse og moralske billeder. Nogle af de fornemste udtryk for denne folkelige kunst findes i en række kirker på Møn. Her arbejdede i 1480-1500 "Elmelundemesteren" med sine bibelske motiver, som han udformede i en dramatiseret og enkel, genkendelig stil. Specielt de markante og voldsomme begivenheder har optaget kunstneren, for eksempel i hans meget detaljerede gengivelse af skabelsesberetningen.